# ميخائيل شولتسه
ميخائيل شولتسه (بالألمانية: Michael Schulze)‏ هو لاعب كرة قدم ألماني في مركز الدفاع، ولد في 13 يناير 1989 في غوتينغن في ألمانيا. لعب مع إنيرجي كوتبوس ونادي فولفسبورغ ونادي كايزرسلاوترن.

## وصلات خارجية
- ميخائيل شولتسه على موقع قاعدة بيانات كرة القدم.إي يو (الإنجليزية)
- ميخائيل شولتسه على موقع بيانات كرة القدم. دي إي (الألمانية)
- ميخائيل شولتسه على موقع Soccerway.com (الإنجليزية)
- ميخائيل شولتسه على موقع عالم كرة القدم.نت (الإنجليزية)